# Gannasc
Gannasc (en llatí: Gannascus) era un cap del poble germànic dels caucs, un grup sueu que vivia entre el Visurgis (Weser) i l'Albis (Elba).
Gannasc, no obstant això, era d'origen batau, i havia servit a l'exèrcit romà amb els auxiliars bataus, però va desertar l'any 47 i es va posar al capdavant dels caucs, amb els quals va passar el Rin i va assolar la part occidental fins que Gneu Domici Corbuló, gràcies a una traïció, el va empresonar i el va fer executar per desertor, segons diu Tàcit als Annals.